# تارزك (مقاطعة بوئين زهرا)
تارزك (بالفارسية: طزرک) هي مستوطنة تقع في إيران في Afshariyeh Rural District. يقدر عدد سكانها بـ 1,619 نسمة .